# Moby Dick, il mostro del mare
Moby Dick, il mostro del mare (Dämon des Meeres) è un film del 1931 del regista ungherese Michael Curtiz.